# 福井電視台
福井電視放送株式會社（日语：／ Fukui Terebijon Hōsō */?），通稱福井電視台，簡稱FTB，是日本的一家以福井縣為播出地區的電視台，也是福井縣的第二家民營電視台。福井電視台開播于1969年10月1日，是富士電視台聯播網FNN及FNS的成員，呼號為JOFI-DTV，遙控器號碼是8頻道。

## 資本構成
下表列出2021年3月31日時福井電視台的主要股東:364：
| 資本金  | 發行股份總數 | 股東數 |
| ------- | ------------ | ------ |
| 3億日元 | 600,000股    | 54     |

| 股東         | 持股數    | 比例   |
| ------------ | --------- | ------ |
| 福井新聞社   | 124,000股 | 20.66% |
| 中日新聞社   | 094,600股 | 15.76% |
| 東海放送會館 | 042,000股 | 07.00% |
| 朝日新聞社   | 042,000股 | 07.00% |
|              | 025,000股 | 04.16% |
| 福井銀行     | 024,000股 | 04.00% |
| 三谷商事     | 022,000股 | 03.66% |

## 歷史
1960年代中期，郵政省開放UHF頻段用於播出電視，令日本的大都市圈以外各縣出現申請設立第二家電視台的運動。郵政省在1968年發布的第二批39個UHF電視頻道分配計劃中列入福井縣，引發包括福井電視台、福井文化放送、若越放送、福井朝日放送、福井中日UHF電視台、福井產經電視台的六家業者申請獲得電視執照:8-9。同年9月，在福井縣政府的撮合下，各家業者同意整合為福井電視台:9。10月1日，福井電視台獲得預備執照:10。翌年1月29日，福井電視台舉辦創立總會，正式成立公司:13。同時福井電視台還公開徵集商標，並採用了金澤美大學生川崎和男的作品作為第一代商標:25。福井電視台於1969年8月12日開始播出試驗訊號:32，9月4日開始進行試播:37。
1969年10月1日早晨7時40分，福井電視台正式開始播出:38-39。據開播後4個月的第一次收視率調查，當時福井縣已有84%的家庭可以收看福井電視台的節目，且福井電視台在晚間時段（19時至23時）的收視率達15.6%，超過NHK的13.1%:41-42。福井電視台於1970年在大野、小濱、敦賀設立轉播站，訊號覆蓋了福井縣大部分地區:44-45。翌年福井電視台工會成立，是日本UHF電視台的第一個工會:48。1972年度，福井電視台實現0.46億日元的盈利，是開播以來首次單年度盈利:61。1974年度，福井電視台實現清空累積虧損:81。隨著財務狀況改善，福井電視台在1975年決定修建新的總部大樓，並搬出位於福井新聞會館5層的當時的辦公地點:78。1976年，福井電視台第一代總部大樓動工:86。工程費耗資7億日元，總樓面面積3,501平方公尺:83-84。在這一年10月的收視率調查中，福井電視台以黃金時段31.6%、晚間時段29%、全日15.5%的收視率首次獲得收視率三冠王:87-88。福井電視台第一代總部大樓在1977年2月竣工。同年3月，福井電視台開始從新總部播出節目:90-91。
福井電視台在1981年策劃了「魯迅百年誕辰紀念福井電視台友好訪中團」，並在1983年協助《藤野先生》中的藤野嚴九郎出身地蘆原町（現蘆原市）和魯迅出身地紹興市簽訂友好城市協議:154-155。1982年，憑藉核心局富士電視台的高收視率:135-137，福井電視台以黃金時段30.5%、晚間時段29%、全日14.7%的收視率再次獲得收視率三冠王:151-153。同年福井電視台還開設了住宅中心，涉足不動產行業:149-151。1985年，福井電視台和韓國春川文化廣播簽訂合作協議，成為福井電視台第一個海外友好台:172-175。翌年福井電視台還和中國杭州電視台簽訂友好協議:184-186。1993年，在福井電視台的中介下，春川文化廣播和杭州電視台簽訂了合作協議:281-282。
1988年11月，福井電視台開始對總部大樓進行擴建。福井電視台新館高5層，總樓面面積3,161平方公尺:202-203。翌年10月，福井電視台新館竣工:230-231。同年福井電視台還導入了衛星新聞轉播（SNG）車:234。1990年代初期，受到郵政省推行日本全國民營電視四台化政策影響，福井縣曾有福井文化電視台等11家業者申請設立福井縣第三家民營電視台。但福井電視台對此持消極態度。此後因日本泡沫經濟崩潰後廣告市場低迷導致電視四台化計劃擱淺，福井縣也未能開播第三家民營電視台:265-267。
1996年，福井電視台開設官方網站:47。2003年8月，福井電視台以全日16.6%、黃金時段27.9%、晚間時段28.2%的收視率時隔7年奪得收視率三冠王:45-46。2006年5月1日，福井電視台開始播出數位電視訊號，並在2011年7月24日停止播出類比電視:145。

## 節目
福井電視台在開播初期每日（週日除外）播出兩次地方新聞，每次5分:40。1971年10月，福井電視台在平日晨間播出30分的新聞節目《早安福井》（おはよう福井），是福井電視台第一個大型帶狀節目。但該節目僅播出10週就因廣告營業欠佳而停播:51-52。1975年導入電子新聞採集系統後，福井電視台的新聞採訪製作能力有大幅提升，製作大型新聞節目的條件也因此成熟:103。1978年，福井電視台開始播出《FNN福井電視新聞報告6:45》（福井テレビニュース6:45）。該節目也是福井電視台再次開始製作大型帶狀新聞節目。1982年，該節目改名為《FNN福井電視新聞報告6:30》，播出時間延長為30分:108-109。1984年，隨著富士電視台開始播出《FNN Super Time》節目，福井電視台將傍晚新聞節目改名為《FNN福井電視新聞6:00》。該節目取得過21.5%的高收視率:193-194。福井電視台在1998年完成了新聞用的公開攝影棚:337-339。翌年福井電視台開始在平日傍晚播出帶狀資訊節目《歡迎回家》:351-353。現在福井電視台在傍晚播出的新聞節目是《福井電視台Live News》，《歡迎回家》亦繼續播出。
除了帶狀新聞節目之外，福井電視台還從1978年開始在週六早晨播出自製的新聞討論節目《福井78》（フクイ78）:104-105。1994年，該節目改名為《Timely福井》，播出時間延長為55分:284-286。現在該節目改在週日早晨播出30分。
福井電視台製作的首部電視劇是1980年播出的《命之樂譜》:119-120。此後福井電視台一度在每週五晚間19時間播出自製的綜藝節目。福井電視台製作過的在這一時段播出的綜藝節目有播出於1984年至1988年的《Iya金》:167-170；播出於1993年至2004年，層獲得31.1%的高收視率並銷售至部分全國獨立放送協定會成員台播出的《俵太的達者》:277-281。現在福井電視台仍製作有《日本全國結福》這一自製綜藝節目。

## 註释
1. ↑  「三冠」指全日（6:00-24:00）、黃金時間（19:00-22:00）、晚間時段（19:00-23:00）三個時段皆獲得收視率第一。

## 外部連結
- 福井電視台 （页面存档备份，存于）
- 福井電視台【官方】的X（前Twitter）
- YouTube上的福井電視台頻道